# Dante Lafranconi
Dante Lafranconi, né à Mandello del Lario, dans la province de Lecco le 10 mars 1940, est l’évêque emerite de Crémone depuis 16 novembre 2015.

## Biographie
Né à Mandello del Lario le 10 mars 1940, Dante Lafranconi est ordonné prêtre le 28 juin 1964.

### Évêque
Élu évêque de Savona-Noli le 7 décembre 1991, il est consacré par Alessandro Maggiolini (it) le 25 janvier 1992. Transféré par le pape Jean-Paul II au diocèse de Crémone le 8 septembre 2001, il est entré dans sa nouvelle cathédrale le 4 novembre.
Il est vice-président de la Région ecclésiastique de Lombardie[Quand ?]. 
Le pape François accepte sa démission pour raison d'âge le 16 novembre 2015.

#### Devise épiscopale
- « Afflante spiritu » (« Avec un esprit joyeux »)